# Manyarweber
Der Manyarweber (Ploceus manyar) ist ein 12 Zentimeter großer Vertreter der Familie der Webervögel.

## Aussehen
Diese Vögel haben ein braungestreiftes Gefieder. Der Kopf der Männchen ist schwarz, bis auf die gelbe Kappe auf dem Kopf. Der Schnabel, die Unterseite der Flügel und die Beine des Männchens sind schwarz. Der Bauch ist hellbraun, die Brust ist mit mehreren dicken, dunklen Streifen versehen. Das Weibchen hat einen braungestreiften Kopf und einen orangen Schnabel. Die Beine sind braun.

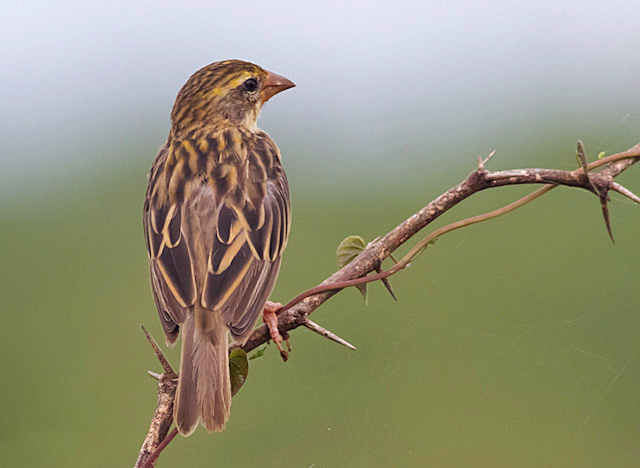
Weiblicher Manyarweber

## Verbreitung und Lebensweise
Der Manyarweber bewohnt Schilfgürtel an Flüssen in Indien, Sri Lanka, auf den Inseln Sumatras, Java sowie den Südteil Myanmars. Sie fressen Grassamen und Insekten. In der Brutzeit sind die Männchen sehr laut und lassen ihre raue ratternde oder zirpende Stimme ertönen.

## Fortpflanzung
Zur Brutzeit finden sich die Vögel zu kleineren Kolonien von bis zu fünf Tieren meist in Gewässernähe zusammen und bauen Gemeinschaftsnester aus Grashalmen, welche die Männchen miteinander verflechten. In die Kammer am Ende des Nestes legt das Weibchen ein bis zwei Eier. Nach der Eiablage verlässt das Männchen seine Partnerin wieder, um weitere Nester anzulegen, insgesamt kommt das Männchen so auf zwei bis drei Paarungen pro Brutsaison.

## Unterarten
Es sind vier Unterarten bekannt:
- Ploceus manyar flaviceps (Lesson, RP, 1831) ist in Pakistan, in Indien mit Ausnahme des Nordostens, auf Sri Lanka und dem Südosten Nepals verbreitet.
- Ploceus manyar peguensis Baker, ECS, 1925 kommt in Bhutan, dem Nordosten Indiens und von Bangladesch bis in den Norden Laos vor.
- Ploceus manyar williamsoni Hall, BP, 1957 kommt in Thailand, Kambodscha und dem Süden Vietnams vor.
- Ploceus manyar manyar (Horsfield, 1821) ist auf Java und auf Bali verbreitet.

## Gefährdung und Schutzmaßnahmen
Aufgrund ihrer weiten Verbreitung und das für diese Art keinerlei Gefährdungen bekannt sind, stuft die IUCN diese Art als Least Concern (nicht gefährdet) ein.